# AmineMaTue
AmineMaTue (prononcé en français : [a.min ma ty.e]), de son vrai nom Mohamed Amine Mahmoud, né le 21 juillet 1993 à Louviers, est un streameur et vidéaste web franco-algérien.
Figure de la scène Twitch francophone, il s'est fait connaître grâce à son humour et sa créativité sur les réseaux sociaux, notamment Twitter, avant de se lancer dans la diffusion en direct sur Internet et l'organisation d'événements.

## Biographie

### Enfance et formation
Mohamed Amine Mahmoud naît à Louviers, dans l'Eure, et grandit à Drancy, en Seine-Saint-Denis, avec une petite sœur et un petit frère. À quatre ans, Amine saute une classe, sachant déjà lire et écrire. Bien que confronté à des problèmes de concentration en classe, il obtient son baccalauréat STI2D avant de poursuivre des études en informatique réseau, décrochant finalement une licence (bac +3).

### Carrière

#### Twitter
AmineMaTue gagne en notoriété sur les réseaux sociaux en cultivant une présence humoristique sur Twitter, partageant des tweets qui contribuent à la croissance de son audience. Son passage sur Twitch débute par des conversations avec son public, évoluant rapidement vers des sessions de jeu sur GTA V RP, où son personnage comique attire l'attention d'un large public.
Avant d'arriver sur Twitch, Amine était connu sous le pseudonyme AmineMaTue sur Twitter. Dès 2012, il attire l'attention avec ses tweets humoristiques, parfois sulfureux, abordant des sujets variés tels que le football, la politique et le rap. Ses prises de positions libres sur Twitter contribuent à sa popularité croissante. En parallèle, Amine continue son travail dans l'informatique tout en écrivant des sujets pour des YouTubeurs tels que Maskey et Le Rire Jaune,.

#### Démarrage sur Twitch (2020)
En 2020, pendant le confinement, Amine prend la décision de se lancer professionnellement dans la création de contenu vidéo. Ses bons démarrages sur la plateforme attirent rapidement une audience de plus de 2 000 spectateurs par soir.

#### Five Club (2021-2023)
En octobre 2021, AmineMaTue organise le Five Club, un tournoi de football de 5 contre 5 diffusé sur Twitch, rassemblant plusieurs streameurs tels que Kameto, JLTomy, Inoxtag, Joel, et Rebeudeter. Après des matchs intenses, la JL Team remporte la première édition face à la KCorp,.
En juillet 2022 a lieu la deuxième édition du Five Club. C'est l'équipe Kameto TV qui remporte le tournoi,.
En juin 2023, il organise un gala de football sur sa chaîne Twitch, baptisé Zidane contre le monde. Le Ballon d'or de 1998, Zinédine Zidane, dirige trois équipes dans des matchs de five (foot à cinq) contre des personnalités du football et des streameurs,. Parmi les participants, on retrouve des anciens joueurs de l'OM tels que Samir Nasri, Maxime Lopez, Djibril Cissé, Mamadou Niang, Benoît Cheyrou et Hugo Magnetti, formant la team All Stars OM. L'équipe VIP comprend Tayc, Melha Bedia, Roman Frayssinet, Bengous, Oli, Sneazzy, Redouane Bougheraba, et Hatik. Du côté des streameurs, la Team Global Foot est représentée par Vinsky, Tony Czech, Medina Crewz, Saïd, Sacha Borg, Michou, Yannou, Boumé Sama, Billy, et bien sûr, AmineMaTue lui-même. D'autres personnalités, comme Frédéric Mendy, Melody Donchet, Luca, Enzo et Théo Zidane, sont également présent. L’événement est organisé en partenariat avec Universe Football,.

#### Pixel Wars (2022)

Logo de R/Place

En avril 2022, Aminematue, accompagné de Kameto, ZeratoR, Inoxtag, et Ponce, prend part à la Pixel War sur le subreddit R/Place, attirant plus de 400 000 spectateurs sur les chaines Twitch françaises. Cette compétition virtuelle met en scène la rivalité entre internautes français, américains et espagnols. L'événement prend fin avec une victoire française. D'autres personnalités telles qu'Ibai (Espagne), xQc (Canada), et Mizkif (États-Unis) participent aussi à cette compétition,,,,.

#### GTARP (depuis 2020)

##### Flashland (2020)
En 2020, il débute le jeu de rôle sur GTA V dans le serveur Flashland. Grâce à ses débuts dans le stream RP aux côtés de Rebeudeter, il gagne en notoriété sur Twitch.

##### NoPixel(2022)
En septembre 2022, Kameto et AmineMaTue renouent avec le GTA RP sur le serveur NoPixel, marquant leur retour après une pause prolongée. NoPixel, un serveur mondialement connu, attire des streameurs renommés tels que xQc et Sykkuno, ainsi que des personnalités comme Paul George de la NBA et Chandler Riggs de The Walking Dead.

##### SchoolRP(2023)
En mars 2023, il lance sur son propre serveur GrandLine RP (crée avec Loly et Pichot) School RP sur GTA V, ayant pour but de se mettre dans la peau de lycéens. Ce serveur de jeu de rôle réunit une vingtaine de streameurs, parmi lesquels Etoiles, Inoxtag, LeBouseuh, MoMaN, Michou et Kameto. Son lancement se déroule le 31 mars et le jeu se conclut le 25 avril 2023,,,.

##### Survivor RP(2024)
En janvier 2024, Aminematue se lance dans Survivor RP, une aventure inspirée de l'émission de téléréalité Koh Lanta en version GTA. Ce serveur GTA V RP réunit 22 streameurs dans un jeu de rôle. Chaque semaine, les participants sont éliminés au fil d'épreuves. Diffusée en direct sur la chaîne Twitch d'AmineMaTue, suivant les codes établis par Koh Lanta. Les participants doivent gérer des aspects de survie tout en rivalisant lors d'épreuves collectives et individuelles. L'émission est prévue pour durer quatre semaines,,,,.

##### Grand Line RP(2024)
En fin mars 2024, il lance une nouvelle aventure sur GTA V, ayant pour but de créer une vie banale dans la ville de Los Santos se situant dans la partie sud de l'état de San Andreas, celle-ci est séparée par un mur isolant le nord du sud. Ce serveur réunit plusieurs centaines de personnes, notamment des streameurs tels que MasterSnakou, xo_trixy, Locklear ou encore Tatiana_Tv. Son lancement a commencé le 24 mars 2024 et s'est terminé le 14 juillet 2024.

##### Red DeadRP Grand Line (2025)
Amine et Kameto ont entamé en 2025 un nouvel arc de jeu de rôle RP sur GTA 5 à Fort Carson City sur son propre serveur GrandLine RP, incarnant respectivement Larry Colby et Caleb Colby, deux frères en quête de vérité sur la disparition mystérieuse de leur père. Leur aventure est ponctuée de missions variées, mêlant enquêtes, confrontations avec des factions locales et découvertes de secrets familiaux,. Les rediffusions de leurs sessions sont disponibles sur YouTube, offrant un aperçu détaillé de leur progression et des interactions entre les personnages.

#### Eleven All Stars (2022)

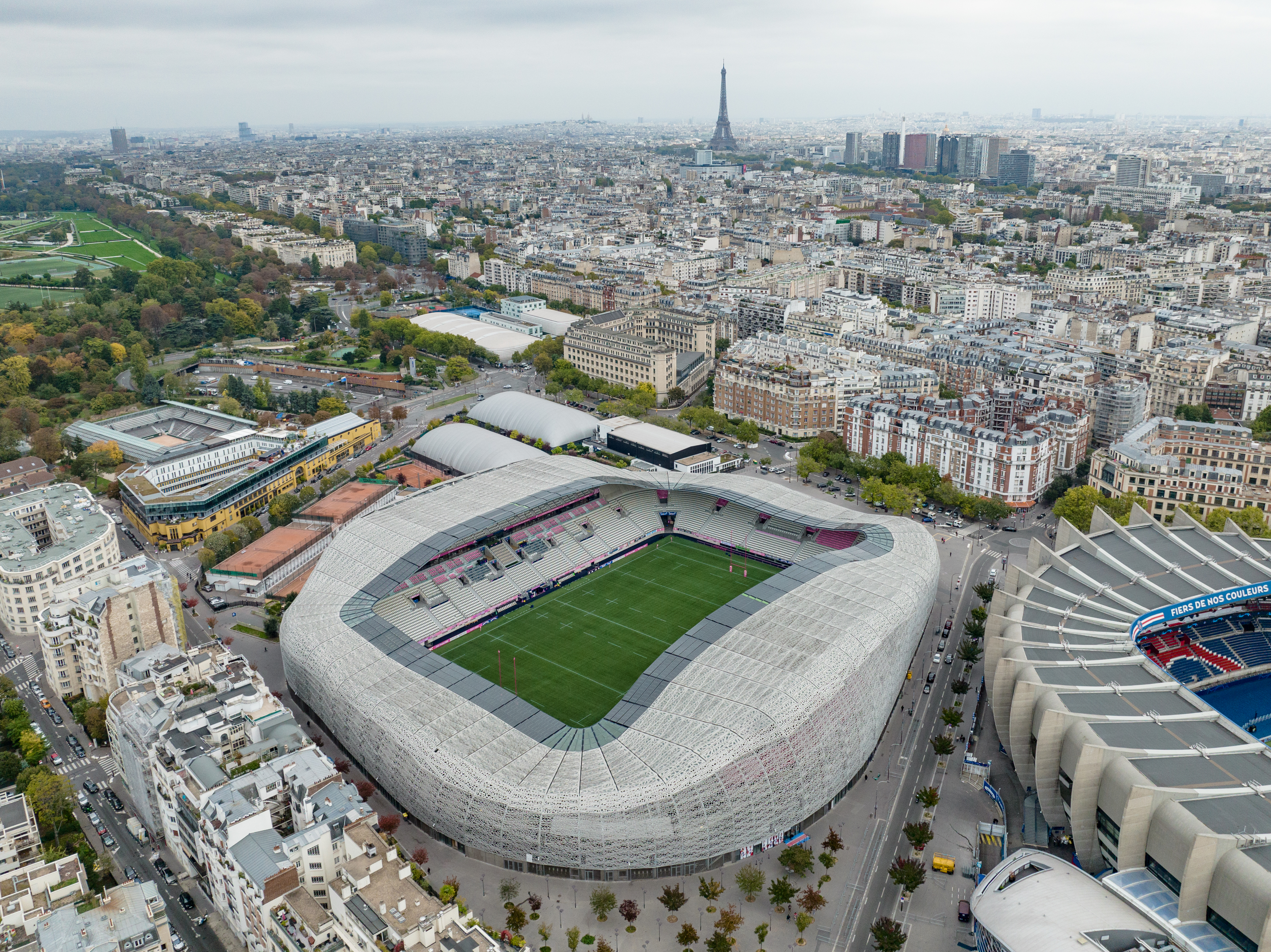
Stade Jean-Bouin dans lequel s'est déroulé l'Eleven All Stars

Il crée le Eleven All Stars, un match de football amicale opposant des personnalités d'Internet française contre ceux espagnole, au stade Jean-Bouin en septembre 2022, diffusée sur Twitch. Le match bat un nouveau record de viewers francophone en atteignant 1 155 060 téléspectateurs, il est aujourd'hui le 3e plus gros stream français derrière le DTR Fight de son ami Rebeudeter et le GP Explorer 2 de Squeezie et le 6e plus gros stream de twitch recensé (sans compter les streams obsolètes).

#### Kings World Cup et MrBeast (2024)
En mars 2024, Amine devient le président et sélectionneur de l'équipe Foot2Rue pour l'évènement de Gérard Piqué, la « Kings World Cup » qui est un football à 7 aux règles fantaisistes.
L'équipe, entraînée par Saïd Dorbani, avec Driss Zidane, le neveu de Zinédine Zidane, dans le rôle de directeur sportif, compte parmi ses joueurs des anciens professionnels tels que Samir Nasri et Jérémy Ménez.
L'équipe Foot2Rue se fait éliminer en phase de poule au tir au but par l'équipe du Muchachos FC à la suite d'un but gag fortement controversé,.
En 2024, il participe à la vidéo 50 YouTubeurs se battent pour 1 million de dollar (en) sortie en juillet 2024, de MrBeast, aux côtés des français Amixem et Mastu,.

#### Stream for Humanity (2025)
Le 5 janvier 2025, il annonce dans un trailer avec Zlatan Ibrahimović son retour sur Twitch après plus d'un mois de pause. Lors de son live retour, il fait part d'un évènement caritatif sur Twitch qui se déroule du vendredi 17 au dimanche 19 janvier 2025, où les dons sont reversés à Médecins sans frontières pour les victimes des conflits en Palestine, au Liban, en République démocratique du Congo et au Soudan. 
Un match de football caritatif diffusé sur Twitch se déroule le 19 janvier à 20 h au stade Jean Bouin à Paris. En fin de soirée, l'évènement se termine avec une cagnotte finale de 3.480.487€. 
| Participants au Stream for Humanity |
| --- |
| Streamers en présentiel - AmineMaTue - Billy RebeuDeter - Inoxtag - Maghla - PFut - Zwave - Gotaga - Kameto - Locklear - Joel Postbad - Ava Mind - Michou - Trixy - Yannou - Grimkujow - Baghera Jones - Doigby - Terracid - Zack Nani - Minos - Arkunir - Etoiles - Tatiana - Squeezie - Loly - KennyStream Streamers en distanciel - Samuel Étienne - NikoTB_ - Mickalow - L'immigreParisien Participants au match de foot - SDM - Gerard Piqué - Medja - Harrison Manzala - Christian N'Sapu - Arsène Froon - Alonz - Martav - Jérémy Ménez - Adil Rami - Mister V - JL Tomy - YassEncore - Lucas Valeri - Said - Naza - Driss Zidane |

#### Kings League France (2025)
En avril 2025, AmineMaTue participe au lancement de la Kings League France, une compétition de football à 7 cofondée par plusieurs personnalités publiques, dont Squeezie, Aurélien Tchouaméni, Jules Koundé et Gerard Piqué, à l’origine du format en Espagne. Ce championnat mêle sport et divertissement, avec des règles spécifiques comme des cartes bonus ou un système de draft, et est diffusé principalement sur Twitch.
Dans cette édition française, AmineMaTue est président de l’une des huit équipes, accompagné par d’anciens joueurs professionnels tels que Samir Nasri et Jérémy Ménez. Ce projet réunit des créateurs de contenu, des athlètes et des personnalités médiatiques autour d’un concept visant à proposer une approche alternative des compétitions de football.

## Filmographie

### Émission de télévision
- 2020 : Balance ton post !, pour une émission spéciale #ProtègeTesPotes sur C8

## Discographie
- 2022 : La Roja (avec Mister V)[54]